# Prim-ministru al Tadjikistanului
Premierul Tadjikistanului este titlul de șef al guvernului din Tadjikistan. După președinte, prim-ministrul este a doua cea mai puternică persoană din țară. Primul ministru coordonează activitatea cabinetului și îl consiliază și îl asistă pe președinte în îndeplinirea funcțiilor guvernului.